# الرابطة الإسلامية في السويد
تعتبر الرابطة الإسلامية في السويد المحرك الرئيسي للعمل الإسلامي في السويد؛ فهي التي تقف وراء العديد من الإنجازات التي تحققت خلال العشرين سنة الأخيرة من العمل الإسلامي في السويد ومن إنجازاتها:
- 1980	تأسيس الرابطة الإسلامية في استكهولم
- 1985	القيام بعملية إصلاح جذري في رابطة الجمعيات الإسلامية في السويد
- 1986	تأسيس مكتب الإعلام الإسلامي ثم فتح فروع له في المدن الإسكندنافية الكبيرة.
- 1987 تأسيس الرابطة الإسلامية في فنلندا.
- 1987	تأسيس الرابطة الإسلامية في النرويج.
- 1987	الرابطة الإسلامية تصبح رابطة جامعة بفروع متعددة في إسكندنافيا ولكن الاسم المعتمد هو الرابطة الإسلامية في السويد لتيسير أمور التسجيل
- 1989	تأسيس أول إغاثة إسلامية تحت اسم FFHF
- 1990 تأسيس المجلس الإسلامي السويدي
- 1991 تأسيس رابطة الشباب المسلم في السويد.
- 1994 تأسيس مؤسسة Islamic Relief ثم فتح فروع لها باسكنافيا.
- 1995 افتتاح أول مدرسة إسلامية ثم تلاها 4 مدارس أخرى تبعا للسنوات.
- 1995 تأسيس جمعية المرأة المسلمة.
- 1997 تأسيس جمعية الكشاف المسلم باستكهولم.
- 1998 تأسيس الكتلة السياسية الإسلامية ثم فتح فروع لها في المدن السويدية الكبيرة.
- 1999 تأسيس مؤسسة الهلال للأعمال الفنية.
- 1999 تأسيس مؤسسة سنابل الأقصى الخيرية ثم فتح فروع لها بإسكندنافيا.
- 2000 افتتاح أول مسجد في العاصمة استكهولم.
- 2001 تأسيس مؤسسة أصدقاء القدس الإسكندنافية ثم فتح فروع لها في المدن الكبيرة الإسكندنافية.
- 2001 تأسيس اتحاد المدارس الإسلامية وتضم 5 مدارس إسلامية رسمية.
- 2001 تأسيس مؤسسة منتدى الشباب المسلم في السويد وفتح فروع له في إسكندنافيا.
- 2001 تأسيس مؤسسة الخوارزمي: اتحاد الطلاب المسلمين السويديين.
- 2002 تأسيس مؤسسة قارئ القرآن في السويد والعمل جتري لفتح فروع لها في المدن الإسكندنافية الكبيرة.
- 2002 تأسيس اتحاد الكشاف المسلم في السويد.

## الإدراة المركزية
تقوم الإدارة المركزية بمتابعة سريان العمل في:
- 9 مؤسسات مركزية متخصصة تابعة بشكل تام للرابطة الإسلامية في السويد وهي:
- اتحاد المدارس الإسلامية في السويد ( خمسة مدارس تابعة للرابطة مباشرة )
- منتدى الشباب المسلم في السويد
- اتحاد الكشاف المسلم في السويد
- مؤسسة الخوارزمي
- مؤسسة الهلال
- مؤسسة القرآن الكريم
- مؤسة بن رشد
- مؤسسة AC Biluthyrning
- مؤسسة طيبة للحج والعمرة.
- 4 مؤسسات مركزية مناصرة وتدور في فلك الرابطة الإسلامية في السويد تضم مع بعضها 100 جمعية منتشرة في العديد من مدن السويد بعضها تابع للرابطة والآخر مناصر وهي:
  - المجلس الإسلامي السويدي
  - رابطة الجمعيات الإسلامية في السويد
  - اتحاد مسلمي السويد ورابطة الشباب المسلم في السويد وتعتبر هذه المؤسسات أحد أذرع الرابطة لتوحيد المسلمين وللمطالبة بحقوقهم.
- 5 جاليات إسلامية تابعة بشكل تام للرابطة الإسلامية في السويد وهي:
- الرابطة الإسلامية الكردية
- الرابطة الإسلامية الصومالية
- الجالية الإرترية
- أنصار الحرية ومؤسسة بن باديس.
- 5 مؤسسات خيرية تاعبة للرابطة الإسلامية في السويد بشكل كامل وهي:
- الإغاثة الإسلامية
- مؤسة سنابل الأقصى
- مؤسسة الرحمة الكردية ومؤسسة الإغاثة الإرترية
- ومؤسسة الإغاثة التونسية.
- الرابطة في استكهولم وتشتمل على قرابة 12 مؤسسة وهي:
- الرابطة الإسلامية في استكهولم
- الرابطة الإسلامية في بوتشركا
- الرابطة الإسلامية في يارفا
- الجمعية الإسلامية في سولنا
- جمعية المرأة المسلمة باستكهولم
- الجمعية الإسلامية في تينستا.
- المكتبة الإسلامية.
- إضافة إلى 5 لجان متخصصة .
- الرابطة الإسلامية في فنلندا وتشتمل على 8 مؤسسات وهي:
- الوقف الإسلامي
- الرابطة الإسلامية في هلسنكي
- الرابطة الإسلامية في توركو
- الإغاثة الإسلامية
- مؤسسة سنابل الأقصى
- المدرسة الإسلامية
- الحضانة الإسلامية
- منتدى الشباب المسلم.
- الرابطة الإسلامية في يوتبوري وتشتمل على 7 مؤسسات وهي:
- وقف المسجد
- المدرسة الإسلامية
- مكتب الإعلام الإسلامي
- جمعية قارئ القرآن
- منتدى الشباب المسلم
- لجنة أنصار القدس
- جمعية الكشاف المسلم.
- الرابطة الإسلامية في مالمو وتشتمل على 5 مؤسسات وهي:
- الرابطة لإسلامية في سكونى.
- مؤسسة سنابل الأقصى
- مسجد الينديغن
- جمعية الكشاف المسلم
- جمعية الكشاف المسلم
- والمدرسة التكميلية .
- الرابطة الإسلامية في النرويج وتشتمل على 4 مؤسسات وهي:
- الرابطة الإسلامية في أوسلو.
- الإغاثة الإسلامية.
- مؤسسة سنابل الأقصى.
- جمعية الكشاف المسلم.
- ومكتب الإعلام الإسلامي.